# HaWthorn
HaWthorn – zespół Tony'ego Wakeforda i Matta Howdena, znanych z takich projektów jak Sieben czy Sol Invictus.

## Dyskografia
- 2004 The Murky Brine (LP)
- 2004 Writ in Water (EP) (razem z Sieben i Sol Invictus)